# AGLA

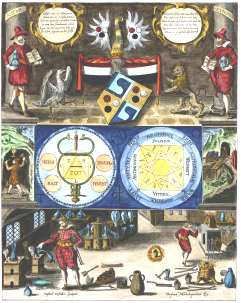
Az első tábla a Michelspacher Cabala-ból: Spiegel der Kunst und Natur, 1615

AGLA, a késő ókorból illetve a középkorból és kora újkorból származó amuletteken és talizmánokon igen gyakran előforduló véset. A kabbalista notarikonon alapul. Maga a szó az „Atár gibor leolahm adonáj”, azaz „Mindenható vagy te az örökkévalóságban, ó uram” kezdetű héber hálaima szavainak kezdőbetűiből áll. A kor hiedelme szerint az aglavéset egyrészt a boldogságot vonzza, másrészt meggyógyítja a lázat és elűzi az ártalmas betegségeket.